# Nestřídmost

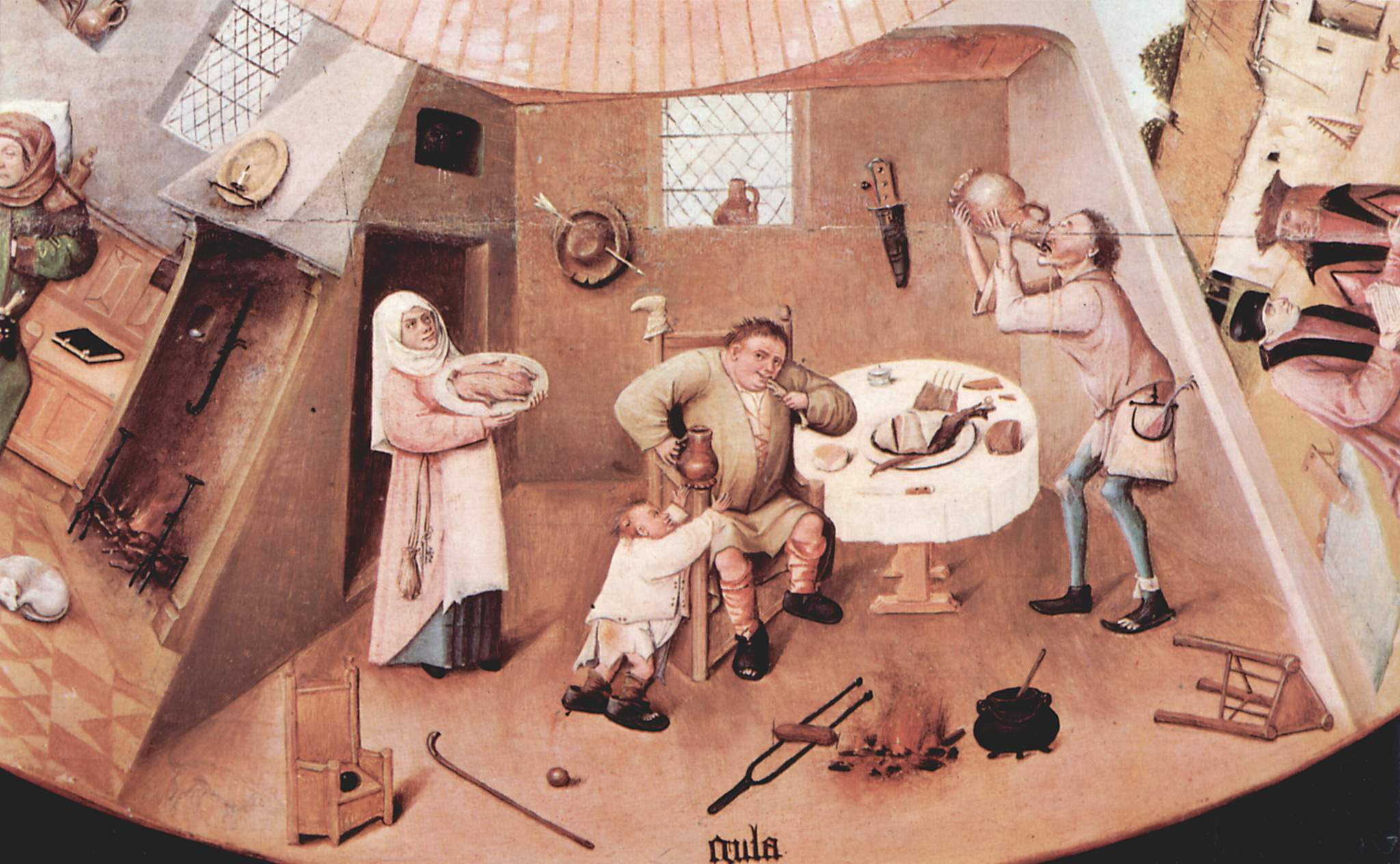
Sedm hlavních hříchů Hieronyma Bosche, Obžerství

Nestřídmost či obžerství (Gula) je v nejužším slova smyslu systematické přejídání, v širším významu (ve kterém je v rámci křesťanství bráno jakožto jeden ze sedmi hlavních hříchů) pak nadměrná konzumace nejen jídla, ale též dalších požitků. Zahrnuje pak i různé nežádoucí závislosti: závislost na drogách, počítačových hrách, workoholismus atd. Jako její protějšek mezi ctnostmi je uváděna střídmost.
Na počátku 14. století byla nestřídmost ve výčtu sedmi hlavních hříchů uváděna nejčastěji na prvním místě, později na ni začalo být pohlíženo shovívavěji.